# Diaplo
L'isola di Diaplo (in greco: Διάπλο) è un'isola della Grecia, una fra le minori delle Isole Ionie. Dista 4,5 km della costa nord-ovest dell'isola di Corfù. Ad appena 200 metri dalla costa a sud ovest di Diaplo sorge l'isolotto disabitato Diakopo.
Diaplo è la terza più grande isola delle Diapontie, amministrativamente appartiene alla Mathraki.
Oggi l'isola è disabitata, al suo interno custodisce la piccola chiesa di San Nicola.
L'isola è anche conosciuta con il nome di Gaidouronisi, isola degli asini, perché quando non c'erano le attività agricole, i residenti di Mathraki erano soliti lasciare i loro asini liberi di vagare sull'isolotto.